# Chimeneas
Chimeneas es una localidad y municipio español situado en la parte nororiental de la comarca de Alhama, en la provincia de Granada, comunidad autónoma de Andalucía. Limita con los municipios de La Malahá, Ventas de Huelma, Cacín, Alhama de Granada —por un enclave—, Moraleda de Zafayona, Pinos Puente, Cijuela, Chauchina, Santa Fe y Las Gabias. Por su término discurre el río Noniles.
El municipio chimeneero es una de las siete entidades que componen la mancomunidad de El Temple, y comprende los núcleos de población de Chimeneas —capital municipal— y el Castillo de Tajarja, así como los diseminados de Nuevo San Francisco, Santa Catalina, Las Villas y La Zahora, entre otros.

## Símbolos
Chimeneas cuenta con un escudo y bandera adoptados oficialmente el 19 de julio de 2001.

### Escudo
Su descripción heráldica es la siguiente:

De sinople (verde), castillo de plata (blanco) mazonado y aclarado de sable (negro), calzado de oro (amarillo), cargado en la diestra de haz de tres espigas de sinople y en la siniestra de ramo de olivo de lo mismo. Al timbre, corona real cerrada.

### Bandera
La enseña del municipio tiene la siguiente descripción:

Bandera rectangular jironada al asta, de proporciones 2:3; el triángulo central de color verde, cargado con un castillo blanco mazonado y aclarado de negro, donjonado de tres torres, la central de mayor altura; el resto del paño, de color amarillo.

## Historia
En su actual territorio se han encontrado restos arqueológicos de épocas anteriores a la llegada de los musulmanes. Durante el periodo del Reino de Granada, en el mismo sitio donde está enclavado Chimeneas, existió una alquería llamada "Dúllar", de la que quedan algunos restos y aún existe en Santa Fe un camino, en dirección a Chimeneas, llamado "Camino de Dúllar".

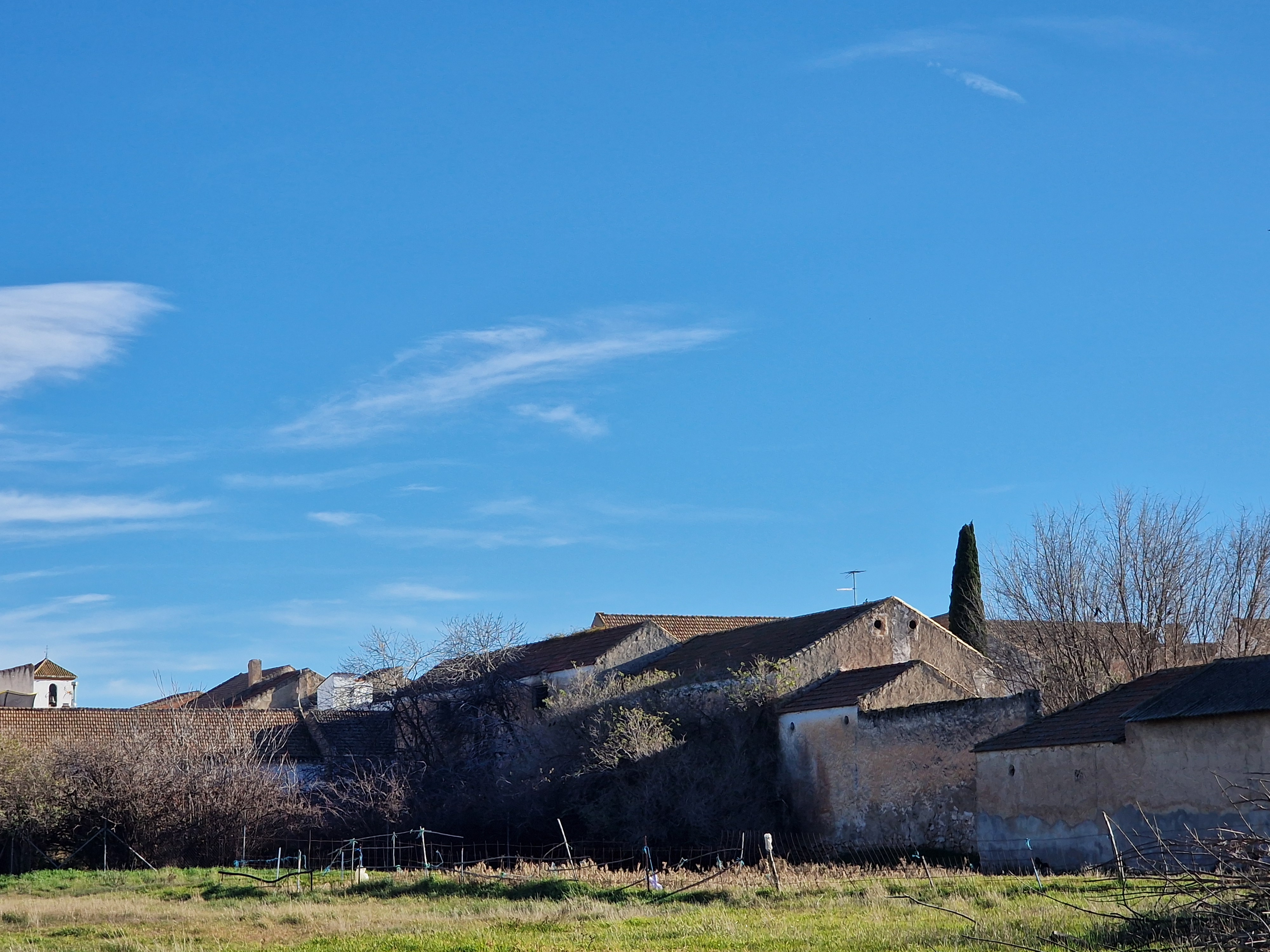
Casas antiguas en Chimeneas

Al parecer Dúllar fue una población importante. En el sitio conocido como el Castillo estuvo acampado el ejército cristiano durante un largo tiempo antes de la batalla en la que el poblado árabe fue completamente destruido.
El nombre de "Chimeneas" se recoge por primera vez en el siglo XVI como pueblo consolidado. Se dice que el origen de su nombre procede de las chimeneas de las casas que servían de punto de referencia para los caminantes. Según la leyenda, antes de la entrega de la ciudad de Granada a los Reyes Católicos, la reina Isabel se hospedó en una de las viviendas de Chimeneas.

## Geografía

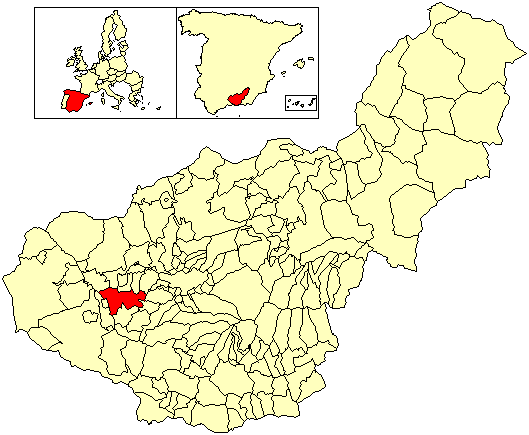
Extensión del municipio en la provincia de Granada

### Situación
Integrado en la comarca de Alhama, se encuentra situado a 24 kilómetros de la capital provincial, a 104 de Jaén, a 173 de Almería y a 299 de Murcia. El término municipal está atravesado por la carretera GR-3402, que conecta la A-92 en Cijuela con la A-338 en Ventas de Huelma.
| Noroeste: Moraleda de Zafayona     | Norte: Pinos Puente, Cijuela y Chauchina | Nordeste: Santa Fe           |
| Oeste: Cacín y Alhama de Granada   |                                          | Este: Las Gabias y La Malahá |
| Suroeste: Cacín y Ventas de Huelma | Sur: Ventas de Huelma                    | Sureste: La Malahá           |

### Clima
El clima de Chimeneas es de tipo mediterráneo continentalizado: fresco en invierno, con abundantes heladas; y caluroso en verano, con máximas sobre los 35 °C. La oscilación térmica es grande durante todo el año, superando muchas veces los 20 °C en un día. Las lluvias, ausentes en verano, se concentran en el invierno y son escasas durante el resto del año.
| Parámetros climáticos promedio de Chimeneas           | Parámetros climáticos promedio de Chimeneas | Parámetros climáticos promedio de Chimeneas | Parámetros climáticos promedio de Chimeneas | Parámetros climáticos promedio de Chimeneas | Parámetros climáticos promedio de Chimeneas | Parámetros climáticos promedio de Chimeneas | Parámetros climáticos promedio de Chimeneas | Parámetros climáticos promedio de Chimeneas | Parámetros climáticos promedio de Chimeneas | Parámetros climáticos promedio de Chimeneas | Parámetros climáticos promedio de Chimeneas | Parámetros climáticos promedio de Chimeneas | Parámetros climáticos promedio de Chimeneas |
| Mes                                                   | Ene.                                        | Feb.                                        | Mar.                                        | Abr.                                        | May.                                        | Jun.                                        | Jul.                                        | Ago.                                        | Sep.                                        | Oct.                                        | Nov.                                        | Dic.                                        | Anual                                       |
| ----------------------------------------------------- | ------------------------------------------- | ------------------------------------------- | ------------------------------------------- | ------------------------------------------- | ------------------------------------------- | ------------------------------------------- | ------------------------------------------- | ------------------------------------------- | ------------------------------------------- | ------------------------------------------- | ------------------------------------------- | ------------------------------------------- | ------------------------------------------- |
| Temp. máx. media (°C)                                 | 13.0                                        | 15.3                                        | 18.6                                        | 20.1                                        | 24.6                                        | 30.0                                        | 34.4                                        | 33.9                                        | 29.4                                        | 22.7                                        | 17.2                                        | 13.5                                        | 22.7                                        |
| Temp. media (°C)                                      | 6.7                                         | 8.5                                         | 11.0                                        | 12.8                                        | 16.8                                        | 21.4                                        | 24.8                                        | 24.5                                        | 20.9                                        | 15.5                                        | 10.7                                        | 7.6                                         | 15.1                                        |
| Temp. mín. media (°C)                                 | 0.3                                         | 1.8                                         | 3.4                                         | 5.6                                         | 9.0                                         | 12.9                                        | 15.2                                        | 15.0                                        | 12.4                                        | 8.2                                         | 4.2                                         | 1.8                                         | 7.5                                         |
| Precipitación total (mm)                              | 41                                          | 38                                          | 30                                          | 38                                          | 28                                          | 17                                          | 4                                           | 3                                           | 16                                          | 42                                          | 48                                          | 53                                          | 357                                         |
| Fuente: Agencia Estatal de Meteorología, España (ed.) |                                             |                                             |                                             |                                             |                                             |                                             |                                             |                                             |                                             |                                             |                                             |                                             |                                             |

## Demografía

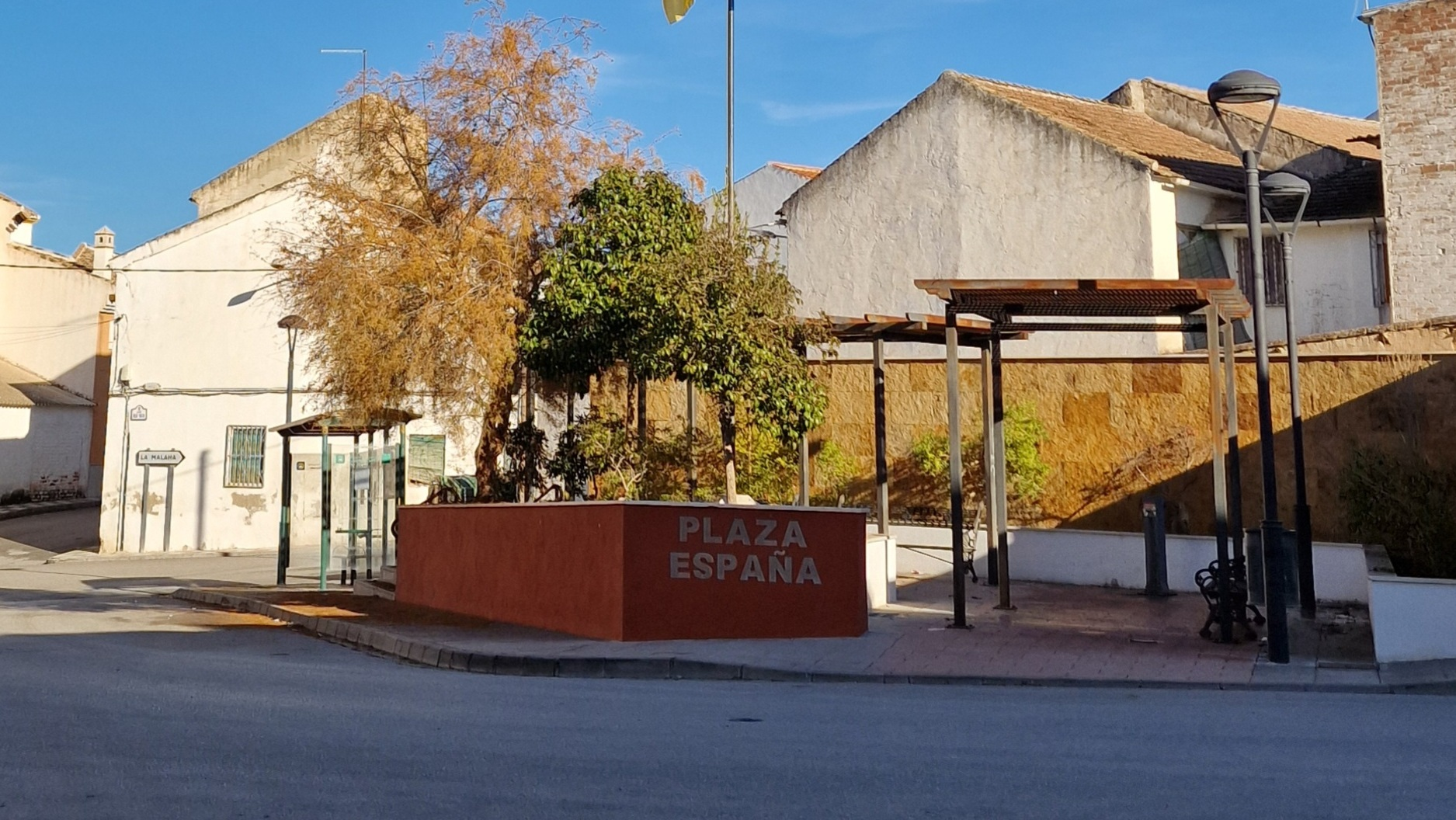
Plaza España

Chimeneas cuenta con una población de 1242 habitantes (INE 2024). que se distribuyen de la siguiente manera:
| Unidad poblacional  | Hab. |
| ------------------- | ---- |
| Chimeneas           | 882  |
| Castillo de Tajarja | 295  |
| diseminado          | 61   |
| TOTAL               | 1238 |

### Evolución de la población
Chimeneas cuenta con una población de 1242 habitantes (INE 2024).
| Gráfica de evolución demográfica de Chimeneas entre 1842 y 2021 |
| |
| Población de derecho según los censos de población del INE Población de hecho según los censos de población del INEEn 1857 disminuye el término del municipio porque independiza a Moraleda de Zafayona |

## Economía

### Evolución de la deuda viva municipal
| Gráfica de evolución de la deuda viva del Ayuntamiento de Chimeneas entre 2008 y 2019                                |
| |
| Deuda viva del Ayuntamiento de Chimeneas en miles de euros según datos del Ministerio de Hacienda y Función Pública. |

## Administración y política

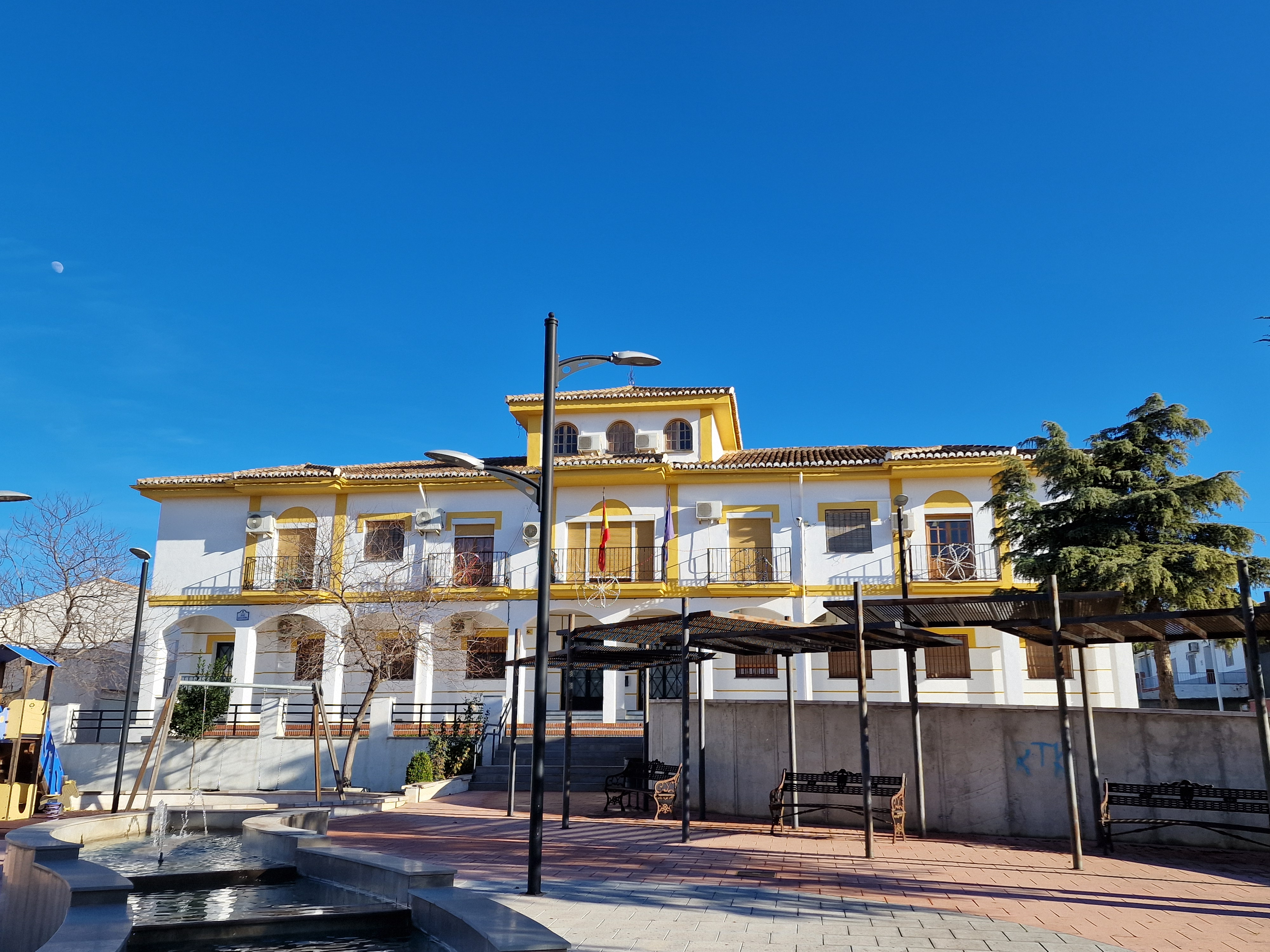
Ayuntamiento de Chimeneas

Los resultados en Chimeneas de las últimas elecciones municipales, celebradas en mayo de 2023, son:
| Elecciones Municipales - Chimeneas (2023) | Elecciones Municipales - Chimeneas (2023)     | Elecciones Municipales - Chimeneas (2023) | Elecciones Municipales - Chimeneas (2023) | Elecciones Municipales - Chimeneas (2023) |
| Partido político                          | Partido político                              | Votos                                     | Votos                                     | Concejales                                |
| ----------------------------------------- | --------------------------------------------- | ----------------------------------------- | ----------------------------------------- | ----------------------------------------- |
|                                           | Izquierda Unida Para la Gente (PARA LA GENTE) | 451                                       | 55,06 %                                   | 5                                         |
|                                           | Partido Popular (PP)                          | 251                                       | 30,64 %                                   | 3                                         |
|                                           | Partido Socialista Obrero Español (PSOE)      | 113                                       | 13,79 %                                   | 1                                         |

### Alcaldes
| Legislatura | Nombre                                                                                | Grupo   |
| ----------- | ------------------------------------------------------------------------------------- | ------- |
| 1979-1983   | Salvador Molina Ávila                                                                 | UCD     |
| 1983-1987   | Joaquín Garcés Martín                                                                 | PSOE    |
| 1987-1991   | Joaquín Garcés Martín                                                                 | PSOE    |
| 1991-1995   | Joaquín Garcés Martín                                                                 | PSOE    |
| 1995-1999   | José Molina Ramos                                                                     | PP      |
| 1999-2003   | José Molina Ramos                                                                     | PP      |
| 2003-2007   | Purificación Albarral Albarral (2003-2005) Juan Antonio Albarral Albarral (2005-2007) | PSOE IU |
| 2007-2011   | Juan Antonio Albarral Albarral                                                        | IU      |
| 2011-2015   | María Ascensión Molina Caballero                                                      | PP      |
| 2015-2019   | María Ascensión Molina Caballero                                                      | PP      |
| 2019-2023   | Pedro Salvatierra Garcés (2019-2021) Miguel Pérez Izquierdo (2021-2023)               | PSOE IU |
| 2023-act.   | Miguel Pérez Izquierdo                                                                | IU      |

## Comunicaciones

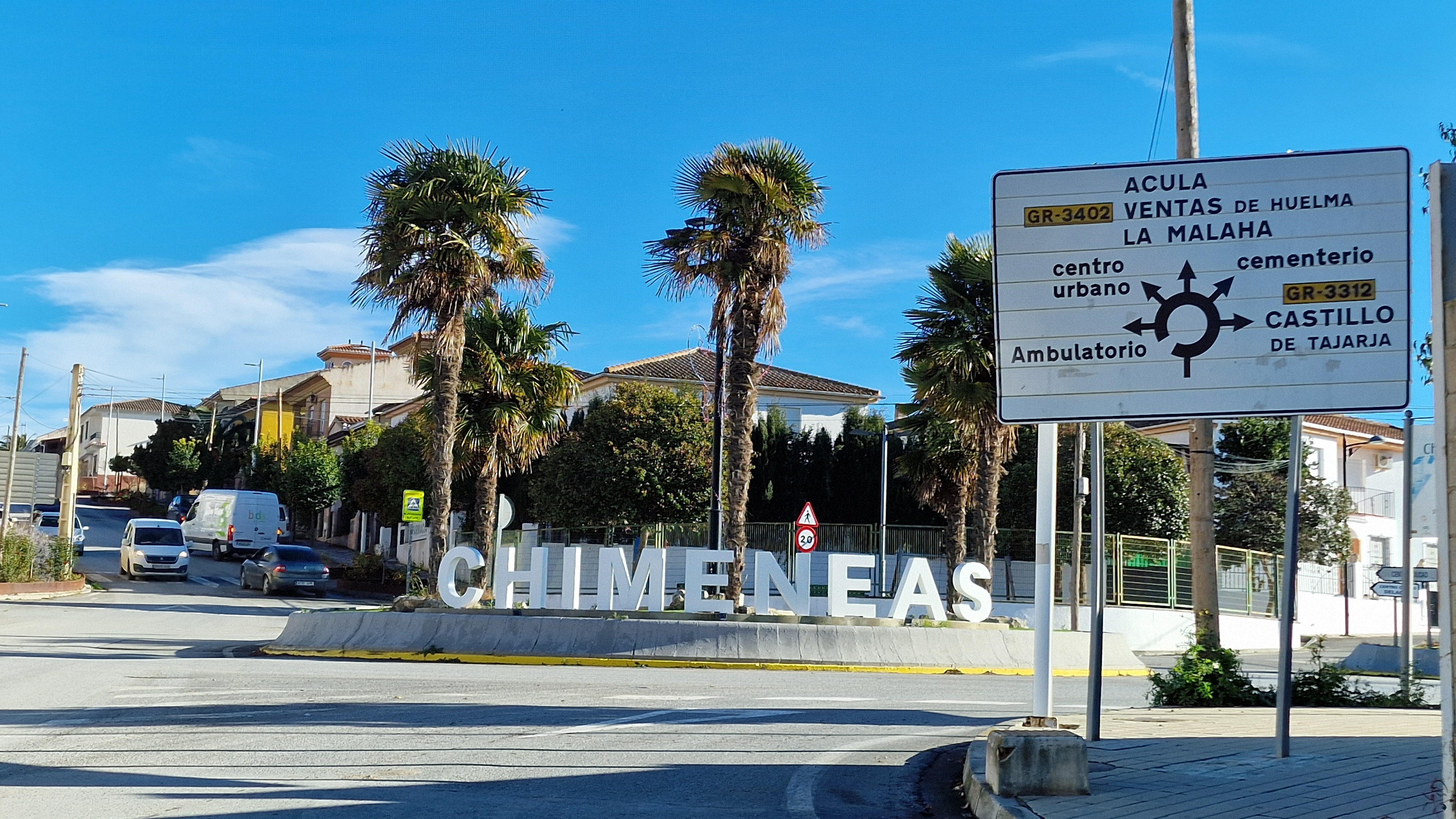
Rotonda de bienvenida en la localidad

### Carreteras
Las principales vías de comunicación que transcurren por el municipio son:
| Identificador | Denominación                                           | Itinerario                      |
| ------------- | ------------------------------------------------------ | ------------------------------- |
| GR-3312       | De GR-3402 (Chimeneas) a GR-3400 (Castillo de Tajarja) | Chimeneas - Castillo de Tajarja |
| GR-3400       | De A-92 a Castillo de Tajarja                          | Peñuelas - Castillo de Tajarja  |
| GR-3402       | De Cijuela a Ventas de Huelma                          | Cijuela - Ventas de Huelma      |

Algunas distancias entre Chimeneas y otras ciudades:
| Ciudades          | Distancia (km) |
| ----------------- | -------------- |
| Granada           | 24             |
| Alhama de Granada | 29             |
| Jaén              | 104            |
| Almería           | 173            |
| Murcia            | 299            |

## Servicios públicos

### Sanidad
El municipio cuenta con dos consultorios médicos de atención primaria situados uno en la calle Ayuntamiento, n.º 26, de Chimeneas, y el otro en la calle Nuestra Señora de la Paz, n.º 3, del Castillo de Tajarja, ambos dependientes del Distrito Sanitario Metropolitano de Granada. El servicio de urgencias está en el centro de salud de Santa Fe y el área hospitalaria de referencia es el Hospital Ruiz de Alda de Granada capital.

### Educación
Los centros educativos que hay en el municipio son:
| Denominación genérica                    | Nombre del centro               | Naturaleza | Dirección                                |
| ---------------------------------------- | ------------------------------- | ---------- | ---------------------------------------- |
| Colegio de Educación Infantil y Primaria | CEIP Nuestra Señora del Rosario | Público    | C/ Río Seco, 49                          |
| Colegio Público Rural                    | CPR Los Pinares                 | Público    | C/ Transversal, s/n. Castillo de Tajarja |

## Cultura

### Fiestas
Sus fiestas populares se celebran cada año en octubre. El 7 de octubre se conmemora la festividad de la Virgen del Rosario, patrona del municipio, y el 28 de octubre es el día del patrón, San Judas Tadeo. Se trata de la única localidad de España cuyo patrón es este apóstol.

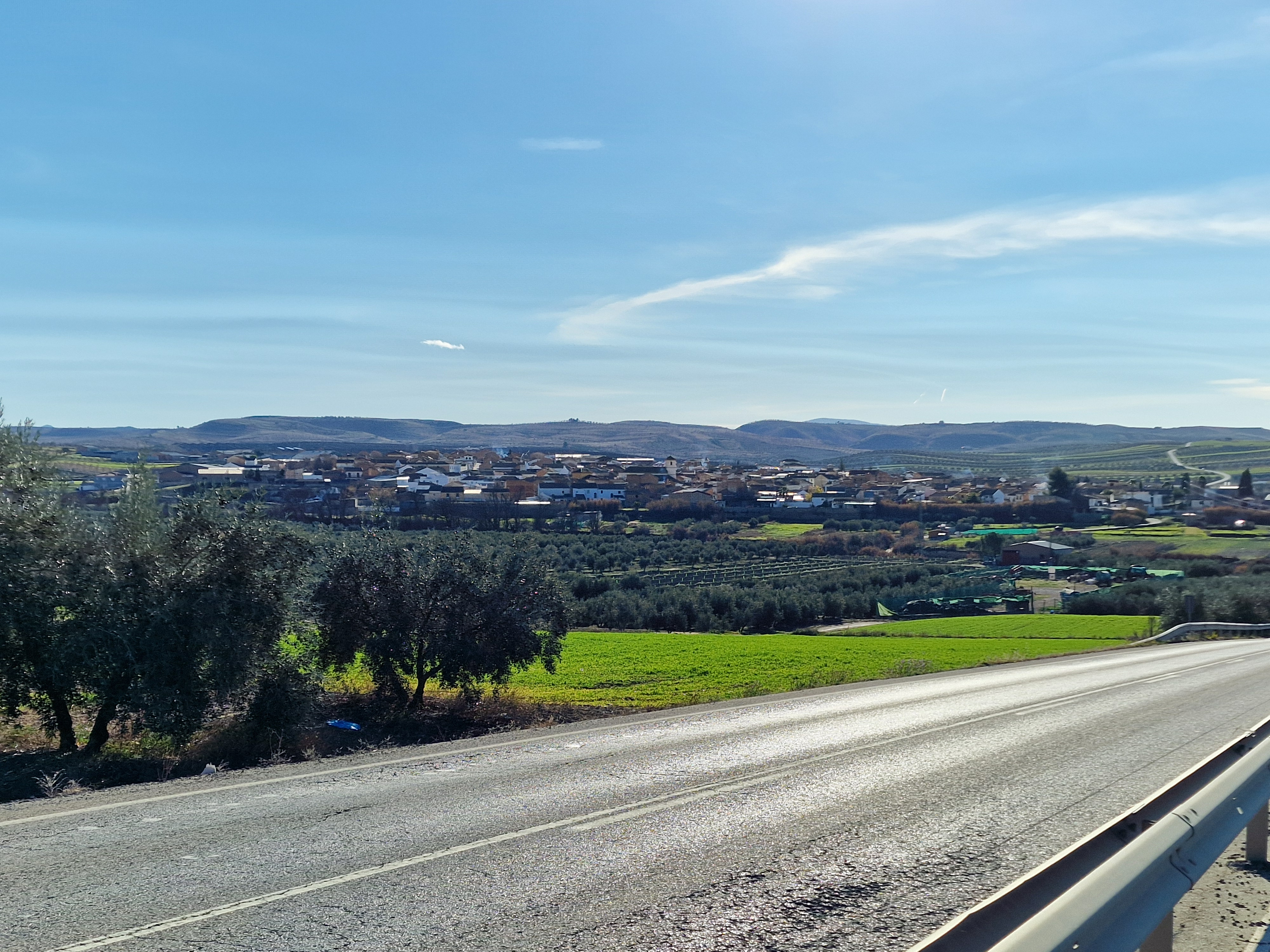
Vista de la localidad desde la carretera GR-3402 a Cijuela

El 2 de febrero se celebra la fiesta de la Candelaria, que consiste en hacer hogueras por el pueblo y encender en ellas los manchos —una especie de antorchas—, que se hacen en los días previos con espartos.
El jueves antes del Miércoles de Ceniza, conocido como Jueves Lardero, se realiza el Pucherico, una celebración en la que antiguamente las mujeres e hijos iban a llevar el puchero a sus maridos que se encontraban trabajando en el campo. En la actualidad se hacen barbacoas en las que se juntan todos los vecinos y visitantes, y se degustan unas típicas empanadillas rellenas de cabello de ángel y carne de membrillo.

### Gastronomía
Entre sus platos más tradicionales destaca la tortilla de collejas, el potaje de vigilia o la morcilla de sábado.